# Наймарк, Игорь Аронович
Игорь Аронович Наймарк (24 июля 1955, Харьков, Украинская ССР — 26 января 2017, Ришон-ле-Цион, Израиль) — советский и израильский пианист, педагог, композитор-аранжировщик.

## Биография
Музыке учился с пяти лет (виолончель, фортепиано). В 1962—1973 годах обучался в Харьковской средней специальной музыкальной школе по классу Н. Ю. Гольдингер и профессора Б. А. Скловского. Параллельно в Москве брал уроки у Д. Башкирова в 70-х годах.
В 1973—1975 годах обучался в Московской консерватории по классу Я. И. Зака, в 1975 году из-за проблем с московским КГБ вернулся на Украину.
В 1979 году окончил Харьковский институт искусств по классу М. А. Ещенко (учился также у Ю. А. Смирнова, Р. С. Горовиц).
В 1979—1980 годах играл в оркестре харьковской Военной инженерной радиотехнической академии противовоздушной обороны им. Л. А. Говорова.
В 1980—1982 годах — ассистент кафедры специального фортепиано Харьковского института искусств, солист Харьковской филармонии.
- 1982—1984 годах — солист Белгородской филармонии,
- 1984—1986 годах — солист Кировоградской филармонии,
- 1987—1990 — солист Белорусской государственной филармонии (Минск).

С 1991 года жил в Израиле (г. Сдерот, потом г. Ришон-ле-Цион), преподавал в Тель-Авивской Академии музыки. Концертировал в странах Европы и Америки. Выступал также в качестве джазового импровизатора.

## Награды на конкурсах и фестивалях
- Конкурс имени Н. В. Лысенко (1979, Львов, 1 премия).
- Всесоюзный конкурс пианистов (1984, Сочи).
- Фестиваль «Красная гвоздика» (1989, «Золотое кольцо России»).